# Hybomitra ciureai
Hybomitra ciureai är en tvåvingeart som först beskrevs av Seguy 1937.  Hybomitra ciureai ingår i släktet Hybomitra och familjen bromsar. Arten är reproducerande i Sverige. Inga underarter finns listade i Catalogue of Life.

## Bildgalleri

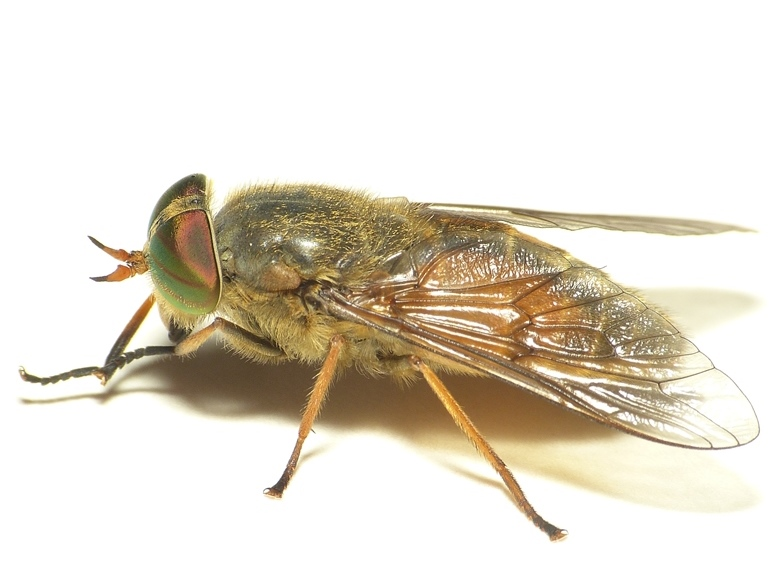